# Ticketguardian 500 2019
2019 års Ticketguardian 500 hölls den 10 mars 2019 på ISM Raceway i Avondale, Arizona i USA. Tävlingen pågick över 312 varv på den 1 engelska mil (1,6 km) långa ovalbanan.  Detta loppet var det fjärde i ordningen, i Monster Energy Nascar Cup Series 2019.
Kyle Busch vann loppet.

## Tävlingen

### Resultat
Segment ett
Varv: 75
| Position                            | Bilnummer | Förare        | Lag                      | Utvecklare | Poäng |
| ----------------------------------- | --------- | ------------- | ------------------------ | ---------- | ----- |
| 1                                   | 12        | Ryan Blaney   | Team Penske              | Ford       | 10    |
| 2                                   | 10        | Aric Almirola | Stewart-Haas Racing      | Ford       | 9     |
| 3                                   | 22        | Joey Logano   | Team Penske              | Ford       | 8     |
| 4                                   | 88        | Alex Bowman   | Hendrick Motorsports     | Chevrolet  | 7     |
| 5                                   | 18        | Kyle Busch    | Joe Gibbs Racing         | Toyota     | 6     |
| 6                                   | 42        | Kyle Larson   | Chip Ganassi Racing      | Chevrolet  | 5     |
| 7                                   | 3         | Austin Dillon | Richard Childress Racing | Chevrolet  | 4     |
| 8                                   | 24        | William Byron | Hendrick Motorsports     | Chevrolet  | 3     |
| 9                                   | 9         | Chase Elliott | Hendrick Motorsports     | Chevrolet  | 2     |
| 10                                  | 4         | Kevin Harvick | Stewart-Haas Racing      | Ford       | 1     |
| Officiella resultat för segment ett |           |               |                          |            |       |

Segment två
Varv: 75
| Position                            | Bilnummer | Förare           | Lag                  | Utvecklare | Poäng |
| ----------------------------------- | --------- | ---------------- | -------------------- | ---------- | ----- |
| 1                                   | 18        | Kyle Busch       | Joe Gibbs Racing     | Toyota     | 10    |
| 2                                   | 14        | Clint Bowyer     | Stewart-Haas Racing  | Ford       | 9     |
| 3                                   | 4         | Kevin Harvick    | Stewart-Haas Racing  | Ford       | 8     |
| 4                                   | 19        | Martin Truex Jr. | Joe Gibbs Racing     | Toyota     | 7     |
| 5                                   | 11        | Denny Hamlin     | Joe Gibbs Racing     | Toyota     | 6     |
| 6                                   | 6         | Ryan Newman      | Roush Fenway Racing  | Ford       | 5     |
| 7                                   | 48        | Jimmie Johnson   | Hendrick Motorsports | Chevrolet  | 4     |
| 8                                   | 22        | Joey Logano      | Team Penske          | Ford       | 3     |
| 9                                   | 9         | Chase Elliott    | Hendrick Motorsports | Chevrolet  | 2     |
| 10                                  | 1         | Kurt Busch       | Chip Ganassi Racing  | Chevrolet  | 1     |
| Officiella resultat för segment två |           |                  |                      |            |       |

### Slutgiltiga resultat
Segment tre
Varv: 162
| Position                    | Grid | Bilnummer | Förare              | Lag                       | Utvecklare | Varv | Poäng |
| --------------------------- | ---- | --------- | ------------------- | ------------------------- | ---------- | ---- | ----- |
| 1                           | 4    | 18        | Kyle Busch          | Joe Gibbs Racing          | Toyota     | 312  | 56    |
| 2                           | 9    | 19        | Martin Truex Jr.    | Joe Gibbs Racing          | Toyota     | 312  | 42    |
| 3                           | 1    | 12        | Ryan Blaney         | Team Penske               | Ford       | 312  | 44    |
| 4                           | 14   | 10        | Aric Almirola       | Stewart-Haas Racing       | Ford       | 312  | 42    |
| 5                           | 3    | 11        | Denny Hamlin        | Joe Gibbs Racing          | Toyota     | 312  | 38    |
| 6                           | 31   | 42        | Kyle Larson         | Chip Ganassi Racing       | Chevrolet  | 312  | 36    |
| 7                           | 16   | 1         | Kurt Busch          | Chip Ganassi Racing       | Chevrolet  | 312  | 31    |
| 8                           | 15   | 48        | Jimmie Johnson      | Hendrick Motorsports      | Chevrolet  | 312  | 33    |
| 9                           | 8    | 4         | Kevin Harvick       | Stewart-Haas Racing       | Ford       | 312  | 37    |
| 10                          | 12   | 22        | Joey Logano         | Team Penske               | Ford       | 312  | 38    |
| 11                          | 26   | 14        | Clint Bowyer        | Stewart-Haas Racing       | Ford       | 312  | 35    |
| 12                          | 18   | 6         | Ryan Newman         | Roush Fenway Racing       | Ford       | 312  | 30    |
| 13                          | 19   | 17        | Ricky Stenhouse Jr. | Roush Fenway Racing       | Ford       | 312  | 24    |
| 14                          | 2    | 9         | Chase Elliott       | Hendrick Motorsports      | Chevrolet  | 312  | 27    |
| 15                          | 20   | 13        | Ty Dillon           | Germain Racing            | Chevrolet  | 312  | 22    |
| 16                          | 22   | 37        | Chris Buescher      | JTG Daugherty Racing      | Chevrolet  | 312  | 21    |
| 17                          | 17   | 21        | Paul Menard         | Wood Brothers Racing      | Ford       | 311  | 20    |
| 18                          | 11   | 8         | Daniel Hemric (R)   | Richard Childress Racing  | Chevrolet  | 311  | 19    |
| 19                          | 5    | 2         | Brad Keselowski     | Team Penske               | Ford       | 311  | 18    |
| 20                          | 30   | 36        | Matt Tifft (R)      | Front Row Motorsports     | Ford       | 311  | 17    |
| 21                          | 13   | 3         | Austin Dillon       | Richard Childress Racing  | Chevrolet  | 311  | 20    |
| 22                          | 23   | 43        | Darrell Wallace Jr. | Richard Petty Motorsports | Chevrolet  | 311  | 15    |
| 23                          | 28   | 41        | Daniel Suárez       | Stewart-Haas Racing       | Ford       | 311  | 14    |
| 24                          | 7    | 24        | William Byron       | Hendrick Motorsports      | Chevrolet  | 310  | 16    |
| 25                          | 29   | 38        | David Ragan         | Front Row Motorsports     | Ford       | 310  | 12    |
| 26                          | 24   | 32        | Corey LaJoie        | Go Fas Racing             | Ford       | 310  | 11    |
| 27                          | 33   | 15        | Ross Chastain (i)   | Premium Motorsports       | Chevrolet  | 308  | 0     |
| 28                          | 25   | 95        | Matt DiBenedetto    | Leavine Family Racing     | Toyota     | 308  | 9     |
| 29                          | 10   | 20        | Erik Jones          | Joe Gibbs Racing          | Toyota     | 304  | 8     |
| 30                          | 35   | 77        | Quin Houff (R)      | Spire Motorsports         | Chevrolet  | 302  | 7     |
| 31                          | 36   | 52        | Bayley Currey (i)   | Rick Ware Racing          | Ford       | 301  | 0     |
| 32                          | 34   | 51        | Cody Ware           | Rick Ware Racing          | Chevrolet  | 300  | 5     |
| 33                          | 32   | 00        | Landon Cassill      | StarCom Racing            | Chevrolet  | 267  | 4     |
| 34                          | 21   | 47        | Ryan Preece (R)     | JTG Daugherty Racing      | Chevrolet  | 229  | 3     |
| 35                          | 6    | 88        | Alex Bowman         | Hendrick Motorsports      | Chevrolet  | 191  | 9     |
| 36                          | 27   | 34        | Michael McDowell    | Front Row Motorsports     | + Ford     | 157  | 1     |
| Officiella tävlingsresultat |      |           |                     |                           |            |      |       |

### Tävlingsstatistik
- Ändring av ledare: 17 gånger
- Varningar/Varv: 9 för 57
- Tävlingens längd: 3 timmar, 4 minuter och 5 sekunder
- Genomsnittlig hastighet: 101.693 mph (163.659 km/h)